# Aéroport de Jinggangshan
Pour les articles homonymes, voir JGS.
L'aéroport de Jinggangshan (code IATA : JGS • code OACI : ZSJA), ou Aéroport de Ji'an, est un aéroport qui dessert la ville de Ji'an dans la province du Jiangxi, en Chine.
L'aéroport est situé dans le District de Taihe, à 30 kilomètres du centre-ville de Ji'an

## Compagnies aériennes et destinations
| Compagnies              | Destinations                                     |
| ----------------------- | ------------------------------------------------ |
| Air China               | Pékin-Capitale                                   |
| Chengdu Airlines        | Chengdu-Shuangliu, Xiamen-Gaoqi                  |
| China Eastern Airlines  | Nankin, Nanning, Shenzhen-Bao'an, Xi'an-Xianyang |
| China Southern Airlines | Canton-Baiyun                                    |
| Shanghai Airlines       | Haikou, Shanghai-Hongqiao                        |
| Tianjin Airlines        | Nanchang-Changbei, Tianjin Binhai                |

Édité le 03/02/2018